# Fontaine de Soultzmatt
La fontaine de Soultzmatt est un monument historique situé à Soultzmatt, dans le département français du Haut-Rhin.

## Localisation
Cette construction est située rue des Boulangers à Soultzmatt.

## Historique
L'édifice fait l'objet d'une inscription au titre des monuments historiques depuis 1934.

## Architecture

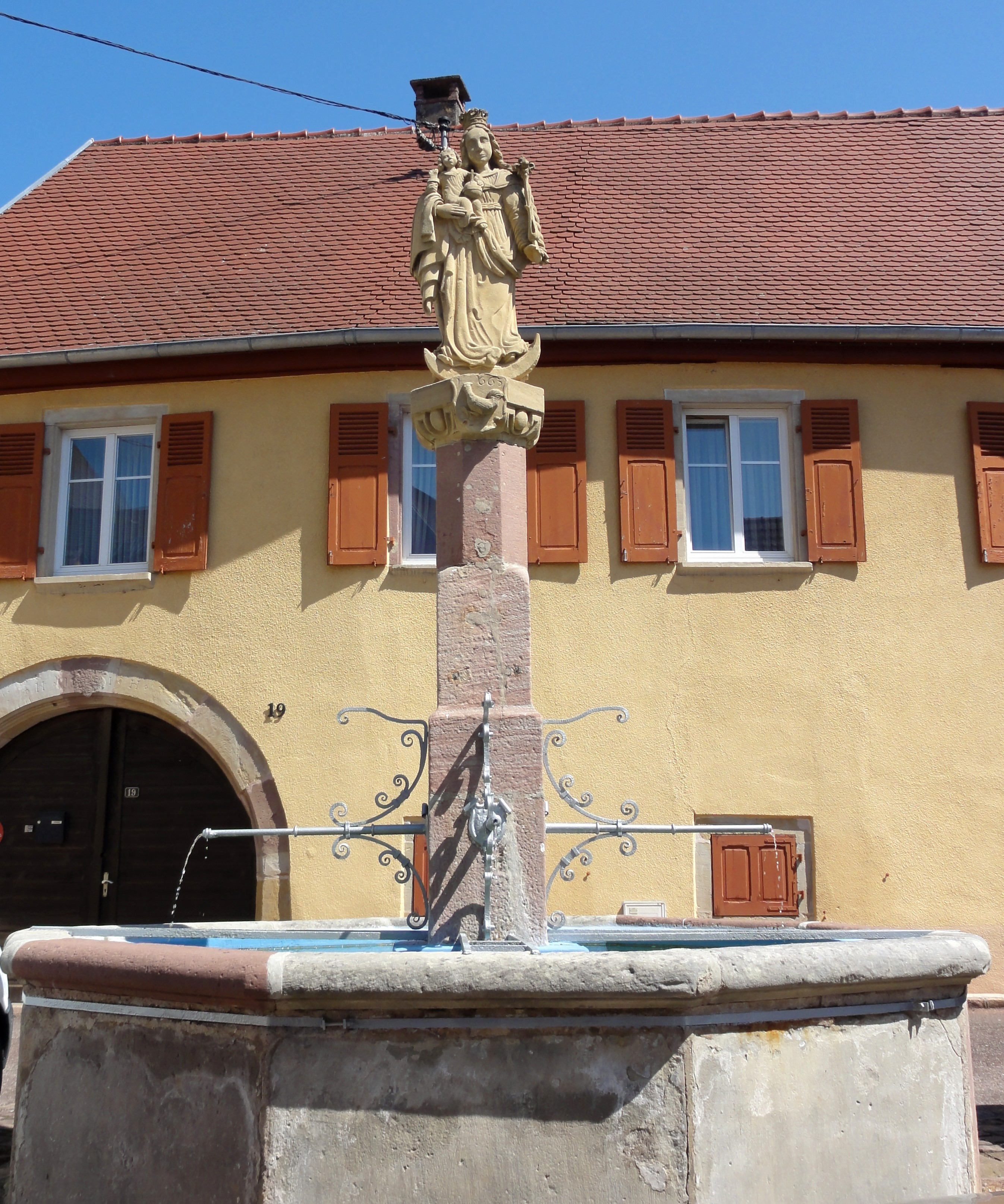
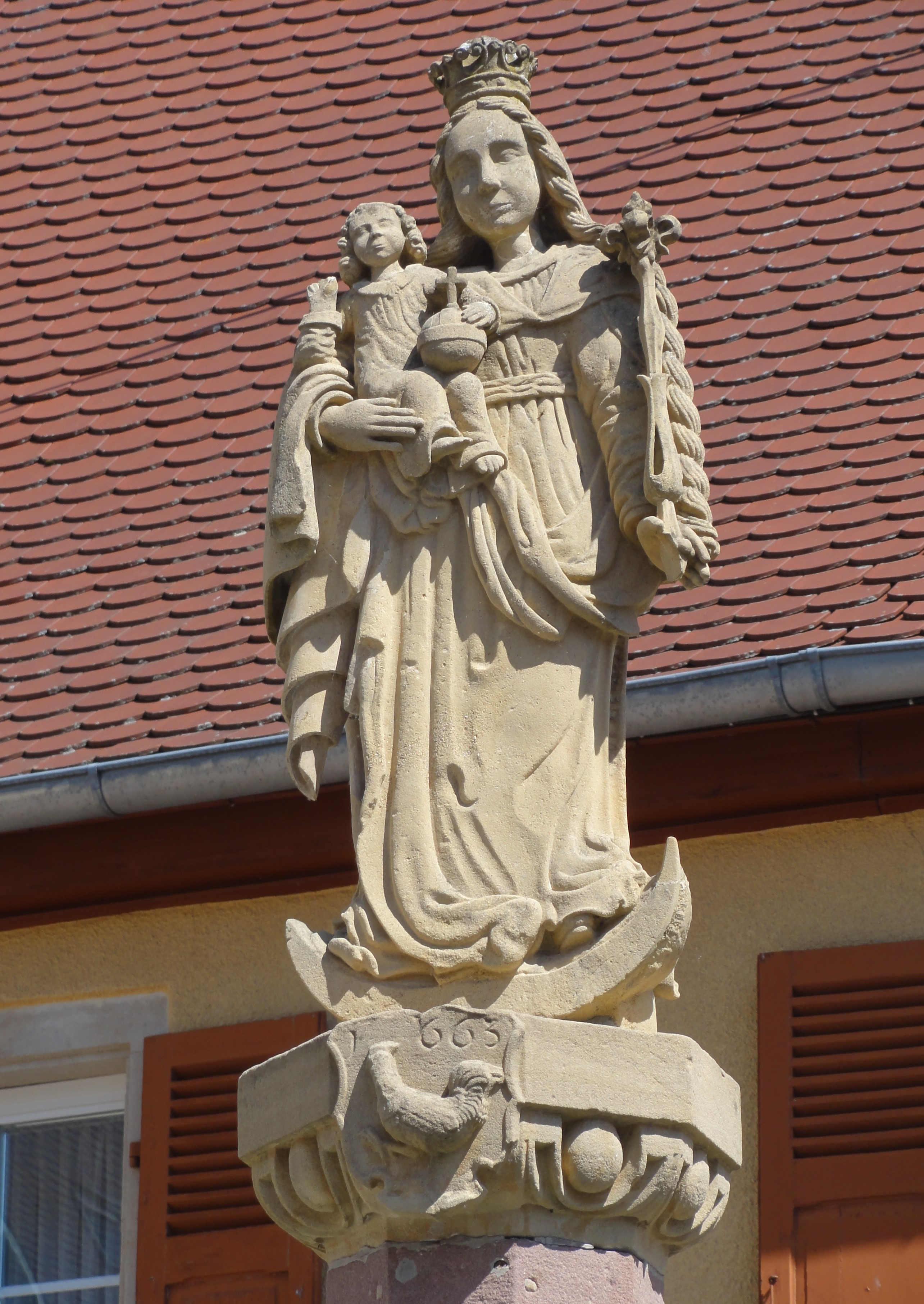